# Signify (album)
Signify – czwarty studyjny album angielskiego zespołu z gatunku rocka progresywnego, Porcupine Tree. To pierwszy album w dorobku zespołu, który w całości powstał w wyniku pracy całego zespołu. Album został poprzedzony singlem Waiting (maj 1996), wydanym na CD oraz na płycie winylowej przez wytwórnię Delerium.

## Dostępne wersje albumu
Signify zostało wydane w trzech wersjach: oryginalnej z 1996, zremasterowanej z 2003 oraz jako limitowane wydanie winylowe z 2004).

### Wydanie oryginalne
Spis utworów:
1. Bornlivedie – 1:41
2. Signify – 3:26
3. The sleep of no dreaming – 5:24
4. Pagan – 1:34
5. Waiting Phase One – 4:24
6. Waiting Phase Two – 6:15
7. Sever – 5:30
8. Idiot Prayer – 7.37
9. Every home is wired – 5:08
10. Intermediate Jesus – 7:29
11. Light mass prayers – 4:28
12. Dark Matter – 8.57

Wersja wydana na płycie winylowej, która ukazała się wraz z wydaniem kompaktowym, zawierała dodatkowo utwór Sound of No-one listening (pochodzący z singla Waiting).

### Wydanie zremasterowane (2 CD)
W tym wydaniu płyta numer 1 zawiera wersję albumu z 1996. Płyta numer 2 zawiera: Insignificance (dema zespołu z lat 1995–1996).
Spis utworów Insignificance:
1. Wake as gun I – 3.29
2. Hallogallo – 3:37
3. Signify – 3:27
4. Waiting – 6:56
5. Smiling not smiling – 3:49
6. Wake as gun II – 2:06
7. Neural rust – 5:53
8. Dark origins – 6:54
9. Sever tomorrow – 6.04
10. Nine cats - acoustic version – 4:08

### Winylowe wydanie limitowane
Oprócz utworów z oryginalnego nagrania, znalazły się w tej edycji trzy dodatkowe utwory:
1. The Sound Of No-one Listening – 8:12
2. Colourflow in Mind – 3:51
3. Signify II – 6:05

## Twórcy
Twórcami albumu są:
- Steven Wilson – gitary, śpiew, instrumenty klawiszowe, sample
- Richard Barbieri – instrumenty klawiszowe, syntezatoy
- Chris Maitland – instrumenty perkusyjne
- Colin Edwin – gitara basowa

### Gościnnie
- Terumi – głos (Bornlivedie)[6]